# Ты со мной, я с тобой
«Ты со мной, я с тобой» — песня российской певицы Эли Чавес, выпущенная в 2013 году.
Песня была высоко оценена музыкальными критиками, которые отметили её «искренность», «убедительную подростковую подачу» и высокую социальную значимость.

## История создания
Песня посвящена памяти 15-летней хоккеистки из Южно-Сахалинска Екатерины Цыганковой, самоубийство которой в 2012 году получило широкую известность в СМИ.
Продюсер песни «Ты со мной, я с тобой» Павел Гусев, он же является автором музыки и слов. Мастеринг песни осуществлен в Лос-Анджелесе на студии Oasis Mastering американскими саунд-продюсерами Джином Гримальди и Эдди Шрайером. Запись вокала Эли Чавес выполнил российский саунд-продюсер Константин Костомаров.

## Клип
Клип на песню «Ты со мной, я с тобой» повествует об историях из жизни четырёх подростков, которые по разным причинам приняли решения покончить с собой под давлением взрослых, но были остановлены за считаные мгновения до этого рокового шага.
Половина сцен клипа была снята в Нью-Йорке, половина — в Москве. В клипе снялся известный белорусский актёр Сергей Николаев.
«Ты со мной, я с тобой» — дебютный клип певицы Эли Чавес.
Клип набрал более миллиона просмотров в YouTube, став одним из самых популярных российских музыкальных видео 2013 года. В ноябре 2013 года клип попал в ротацию музыкального телеканала Russian MusicBox.
Клип был благосклонно встречен критиками, отметившими напряжённый сюжет, игру актёров и нестандартную операторскую работу.

## Интересные факты
- в одной из сцен клипа демонстрируется книга Фридриха Ницше[3].